# Toki (jeu vidéo)
Pour les articles homonymes, voir Toki.
 (avril 2011).
Si vous disposez d'ouvrages ou d'articles de référence ou si vous connaissez des sites web de qualité traitant du thème abordé ici, merci de compléter l'article en donnant les références utiles à sa vérifiabilité et en les liant à la section « Notes et références ».
Toki (JuJu伝説, JuJu Densetsu, litt. « La légende de JuJu »)  est un jeu vidéo de plates-formes développé et édité par TAD, sorti sur borne d'arcade en 1989. Il fut ensuite porté sur Amiga, Atari ST, Commodore 64, Mega Drive, Nintendo Entertainment System et Lynx.

## Trame
Toki
Le sorcier vaudou Vookimedlo et le démon Bashtar ont enlevé Miho, la petite amie de Toki le guerrier et celui-ci a été transformé en singe. Toki va devoir se lancer à leur poursuite en combattant les différents sous-fifres de Vookimedlo : Boloragog le chef du labyrinthe de grotte, Rambacha le chef du Lac Neptune, Mogulvar le chef des cavernes de feu, Zorzamoth le chef du palais de glace et le démon Bashtar dans la sombre jungle afin d'atteindre le palais doré et affronter Vookimedloo pour délivrer Miho.

## Système de jeu
Le joueur dirige un singe qui sait sauter et cracher des boules de feu, il a aussi l'occasion de collecter des casques de football américain que le rendent invulnérable durant une courte période ou différents items flammes qui permettent de transformer son tir (double, croisé, gros, lance-flamme…).
L'action se divise en six niveaux que le joueur doit terminer sans la moindre erreur pour passer au suivant. Si le singe est touché même en fin de tableau, il repart au début. Chaque niveau s'achève par un boss.

### Bestiaire
Le bestiaire est varié : des singes en armures, des singes ailés, des singes spectres, des oiseaux enflammés, des pieuvres, des araignées, des chauve-souris, des tortues piquantes, des œufs de dragons (qui éclosent après quelques instants d'étourderie), des sangliers, des crabes…

### Boss
Avec par ordre d'apparition : Boloragog, Rambacha, Mogulvar, Zarzamoth, Bashtar et Vookimedlo.

## Versions
Ocean Software a édité le jeu sur Amiga, Atari ST et Commodore 64. C'est Ocean France qui a réalisé les conversions sur Amiga et Atari ST (programmation de Michel Janicki, graphismes de Philippe et Lionel Dessoly, musiques et effets sonores de Pierre-Éric Loriaux). Une version ZX Spectrum avait été annoncée mais elle n'est jamais sortie.
Un remake développé par Golgoth Studio est annoncé en 2009 pour le Xbox Live Arcade. Cette version aura de nouveaux graphismes en HD par le graphiste Philippe Dessoly, qui avait déjà travaillé sur les conversions Amiga et Atari ST et également connu comme l'un des deux créateurs, avec Pierre Adane, de Mr. Nutz. Une nouvelle version Amstrad CPC est annoncée par le groupe GGP, qui en publie en décembre 2019 le premier niveau.
Un remake produit par Microïds est sorti en novembre 2018 sur console Nintendo Switch, réalisé par Pierre Adane et Philippe Dessoly (créateurs de Mr. Nutz), avec des musiques à la fois ré-orchestrées et nouvellement composées par Raphaël Gesqua, qui en a également réalisé le sound design.
Le 6 juin 2019, le remake, préalablement sorti sur Nintendo Switch, est sorti sur PlayStation 4, Xbox One et PC (Steam). Seule la PlayStation 4 dispose d'une version physique. Avec cette nouvelle sortie, des fonctionnalités ont été ajoutées : un mode speedrun, un mode jukebox (pour écouter les musiques réorchestrées), et des filtres graphiques.

## Critiques
Ce jeu vidéo a été testé par plusieurs sites de jeux vidéo comme Gameblog, Gamekult ou Jeuxvideo.com.